# Chóli
Chóli (grec moderne : Χόλη) est un village chypriote situé dans le district de Paphos et comptant plus de 83 habitants.